# Fallout 4: Far Harbor
Fallout 4: Far Harbor es una expansión para el videojuego Fallout 4, desarrollado por Bethesda Game Studios y publicado por Bethesda Softworks. Far Harbor se lanzó el 19 de mayo de 2016 para Microsoft Windows, PlayStation 4 y Xbox One como contenido descargable (DLC). El juego se desarrolla en el año 2287, después de una guerra nuclear que destruye la mayor parte de los Estados Unidos. En la expansión, el personaje del jugador es reclutado por una agencia de detectives para investigar la desaparición de una joven que vive en un área remota.
El juego se puede jugar en perspectiva de primera o tercera persona; en cualquier de los dos caso, el jugador controla al protagonista a lo largo de su investigación en The Island, una isla frente a la costa de Maine. La jugabilidad de Far Harbor consiste en realizar misiones y rompecabezas. Al completar las misiones del juego, el jugador es recompensado con chapas de botellas de Nuka-Cola (la principal moneda ficticia de la franquicia) y puntos de experiencia. Los rompecabezas cuentan con varias mecánicas de juego; algunos requieren que el jugador golpee objetivos con láseres y otros permiten construir usando bloques.
El anuncio de Far Harbor se realizó tres meses después del lanzamiento de Fallout 4. La expansión estuvo influenciada por los comentarios de los jugadores con respecto al sistema de diálogo del juego base, que no se consideró tan exitoso como otros apartados del juego. El equipo de desarrollo también notó el interés de los jugadores en los lanzamientos que agregaban grandes cantidades de territorio explorable. El precio del pase de temporada Fallout 4 se incrementó debido al tamaño de la expansión. Esta recibió críticas generalmente favorables de los críticos. Se elogió la adición de nuevas misiones, pero hubo opiniones encontradas sobre la atmósfera de la expansión y el uso de la niebla. Las principales críticas se dirigieron a los acertijos, que los revisores consideraron una pérdida de tiempo, innecesarios o demasiado frustrantes. En julio de 2016, Guillaume Veer acusó a Bethesda de copiar su mod de fallout: New Vegas, llamado Autumn Leaves, aunque Veer dijo que no estaba molesto incluso si Bethesda había incorporado deliberadamente material de Autumn Leaves en Far Harbor.

## Jugabilidad
Fallout 4: Far Harbor es un paquete de expansión para el juego de rol de acción Fallout 4, la cuarta entrega de la serie Fallout. Está ambientado 210 años después de "La Gran Guerra", que resultó en una devastación nuclear en los Estados Unidos. La expansión es similar al juego base en que el personaje del jugador (el "Único Superviviente") tiene la tarea de investigar la desaparición de un personaje. En el juego base, el jugador está buscando a su hijo perdido, mientras que en Far Harbor, el jugador es reclutado por la Agencia de Detectives de Valentine para investigar la desaparición de una joven llamada Kasumi. Tanto el juego base como el paquete de expansión ofrecen la posibilidad de cambiar entre perspectivas en primera y tercera persona. La expansión está ambientada en una isla radiactiva cubierta de niebla, y está ubicada en la versión de Fallout de Bar Harbor, una ciudad en el condado de Hancock, Maine. Far Harbor presenta tres facciones que incluyen npcs violentos y pacíficos.
La expansión contiene misiones y acertijos que el jugador debe resolver. Hay diferentes formas de completar las misiones. Se pueden hacer resoluciones pacíficas con personajes y facciones, aunque esto puede tener efectos negativos, como revelar secretos o empeorar las relaciones con otras facciones. Finalizar de manera violenta de misiones puede llegar a ser más rápido, aunque puede debilitar las alianzas entre el jugador y las facciones. En algunas de las secciones de los rompecabezas, el jugador dirige láseres para alcanzar los objetivos designados; otros requieren que el jugador construya con bloques, como en Minecraft. El juego base no cuenta con secciones de rompecabezas. Al completar las misiones, las facciones asistidas recompensan al protagonista con tapas de botellas de Nuka-Cola, una de las monedas ficticias que se encuentran a lo largo de la serie Fallout. El personaje del jugador también gana puntos de experiencia. Algunas de las misiones incluyen investigar misterios menores, recuperar elementos perdidos, resolver desacuerdos y limpiar áreas infestadas de monstruos.
Una de las mecánicas de juego que se heredó de iteraciones anteriores es VATS (Vault-Tec Assisted Targeting System). Mientras se usa VATS, el combate en tiempo real se ralentiza, lo que permite al jugador elegir dónde disparar al enemigo: disparar a los enemigos en la cabeza generalmente resulta en la muerte, mientras que dispararles a las piernas puede ralentizarlos. También se pueden disparar para desarmar al enemigo. El uso de VATS reduce la resistencia del jugador (puntos de acción o AP). Algunas acciones no están disponibles para el jugador si su resistencia es insuficiente, en cuyo caso el jugador tiene que esperar a que su AP se regenere. El uso de servoarmadura en combate aumenta la velocidad a la que se utilizan los AP del jugador. El Pip-Boy, una pequeña computadora atada a la muñeca del personaje, también juega un papel tanto en Fallout 4 como en Far Harbor . Contiene un menú al que el jugador puede acceder para ver mapas, estadísticas, datos y artículos, y cuando el jugador puede visitar Far Harbor, el Pip-Boy recibirá una señal de la Agencia de Detectives de Valentine.

## Sinopsis

### Escenario y personajes

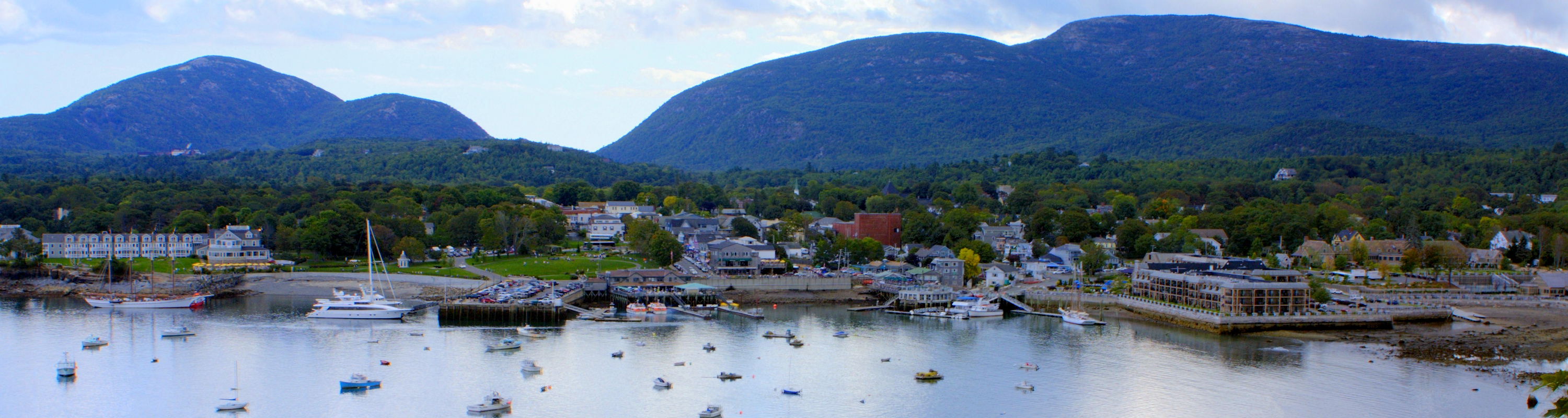
El escenario ficticio de Far Harbor se basa en Bar Harbor, una ciudad de Maine.

La expansión se desarrolla en una versión postapocalíptica de Mount Desert Island, conocida en el juego como The Island, que se encuentra al noreste de Commonwealth, la versión postapocalíptica  de Boston, Massachusetts de Fallout 4. El punto de partida es la ciudad de Far Harbor. La isla, donde residen muchas criaturas únicas, está cubierta por niebla radiactiva. Debido a que las criaturas que viven dentro de la niebla no están dispuestas a ir a ningún lado sin ella, la ciudad usa dispositivos llamados condensadores de niebla para convertir la niebla en líquido para proteger a sus habitantes.
Hay tres facciones principales en conflicto presentes en la expansión, todas residiendo en áreas separadas: Harbormen de Far Harbor; la colonia synth (humanos sintéticos) de Acadia; y la Iglesia de los Hijos de Atom. Los Harbormen de Far Harbor están dirigidos por el líder de la ciudad, el Capitán Avery, y buscan recuperar La Isla de la niebla que los ha expulsado gradualmente de sus hogares. Los Hijos del Átomo viven en una antigua base de submarinos nucleares llamada Nucleus y están dirigidos por High Confessor Tektus. Tektus es un seguidor fanático de la Iglesia de Atom que busca desactivar o destruir los condensadores de niebla. El refugio de la colonia de sintetizadores de Acadia es un observatorio abandonado en lo alto de La Isla; el grupo está dirigido por un misterioso prototipo de synth llamado DiMA. DiMA es amigable tanto con Harbormen como con Los Hijos del Átomo siempre que Acadia permanezca autónoma y aislada del resto del mundo.

### Trama
La Agencia de Detectives de Valentine recibe una solicitud de ayuda de Kenji y Rei Nakano, un matrimonio que vive en un rincón remoto de la Commonwealth: su hija, Kasumi, ha desaparecido sin dejar rastro ni explicación. El Único Superviviente es enviado a investigar, descubre que Kasumi había estado en contacto con Acadia y toma prestado el bote de Kenji para seguirla.
Al llegar a la ciudad de Far Harbor, el Único Superviviente encuentra a La Isla atrapada en un tenso punto muerto entre los residentes locales y los Hijos del Átomo. Con la ayuda de un cazador local y uno de los Harbormen llamado Old Longfellow, el Único Superviviente encuentra a Kasumi viviendo en Acadia. Kasumi ha llegado a creer que es una synth y ha buscado refugio en Acadia, aunque ha comenzado a dudar de las intenciones de DiMA. A instancias de Kasumi, el único sobreviviente cambia su enfoque para investigar DiMA y gradualmente descubre que ha elegido conscientemente almacenar algunos de sus recuerdos en discos duros fuera de su cuerpo. Los ha escondido dentro de una simulación por computadora en la base de los Hijos del Átomo, el Núcleo, pero le preocupa cada vez más que si los Hijos del Átomo acceden a los recuerdos, tendrán los medios para destruir Far Harbor.
El Único Superviviente se acerca a los Hijos del Átomo para recuperar los recuerdos de DiMA y se entera de que puso en marcha una serie de mecanismos de seguridad para proteger a Acadia y preservar el equilibrio de poder entre Far Harbor y los Hijos del Átomo. Estos son los códigos de acceso a una ojiva nuclear, almacenados dentro del Núcleo, y los medios para sabotear los condensadores de niebla que protegen Far Harbor. El Único Superviviente también descubre que DiMA asesinó a la capitana Avery y la reemplazó con un synth para mantener la paz entre Far Harbor y Acadia.

### Finales
Hay ocho finales posibles. El único superviviente se enfrenta a una elección: destruir Far Harbor, destruir a los Hijos del Átomo o informar a la gente de Far Harbor del crimen de DiMA y desencadenar una disputa entre Harbormen y Acadia. Si el jugador elige detonar la ojiva, los Harbourmen tomarán el control de la isla, mientras que si el jugador destruye los condensadores de niebla, los Hijos del Átomo se volverán dominantes. En ambos escenarios, Acadia se salvará, aunque DiMA desaprobará las acciones del jugador. Alternativamente, si el jugador se enfrenta a DiMA por el asesinato de Avery, Acadia puede volverse hostil. El Único Superviviente puede establecer una paz más permanente entre todas las partes al asesinar o ahuyentar al Alto Confesor Tektus, y permitir que DiMA lo reemplace con un synth que adoptará una postura más moderada hacia los Harbormen. Además, el Único Superviviente puede optar por informar a las principales facciones de la existencia de Acadia. Si es así, el Instituto, una organización científica que fabricó los synths, enviará agentes para recuperarlos, mientras que la Hermandad del Acero, una organización cuasirreligiosa arraigada en las Fuerzas Armadas de los Estados Unidos, lanzará una expedición para exterminarlos. El Ferrocarril, un grupo que se opone a la existencia del Instituto con el objetivo de liberar a los synths inteligentes, enviará un operativo para contactar con Acadia, aunque este último rechazará su ayuda. Posteriormente, el Único Superviviente regresa con la familia Nakano en la Commonwealth. Kasumi, según las elecciones del jugador, puede regresar con el personaje del jugador o quedarse en Acadia.

## Desarrollo
Far Harbor fue desarrollado por Bethesda Game Studios y se anunció tres meses después del lanzamiento oficial de Fallout 4, junto con Automatron, Wasteland Workshop y avances de otras próximas expansiones, en una publicación de blog el 16 de febrero de 2016. La expansión se lanzó el 19 de mayo para PlayStation 4, Windows y Xbox One . De las primeras tres expansiones, Far Harbor agregó la mayor masa de tierra y, en consecuencia, se vendió a un precio más alto. También agregó nuevas mazmorras (ubicaciones de misiones independientes), misiones, criaturas y otras características misceláneas. La expansión se incluyó en el pase de temporada de Fallout 4, una colección de todos los paquetes de expansión. Debido a la gran cantidad de contenido adicional, el precio del pase se incrementó de 30 a 50 dólares estadounidenses.
La expansión estuvo influenciada por los comentarios de los jugadores sobre el sistema de diálogo en Fallout 4, que "no funcionó tan bien como otras funciones". El sistema de diálogo en los juegos de Fallout permite a los jugadores conversar e influir en los personajes que no son jugadores. Las opciones de diálogo en Far Harbor se diseñaron para brindar a los jugadores más flexibilidad para finalizar el juego, y la expansión presenta más opciones de diálogo. El equipo de desarrollo también descubrió que los jugadores estaban interesados en visitar nuevas ubicaciones, agregando inspiración a Far Harbor, aunque a un mayor costo de desarrollo y tiempo para completarlo.
Dos semanas después del lanzamiento oficial de la expansión, se relanzó la versión de PlayStation 4 para solucionar problemas de rendimiento. En un análisis de rendimiento realizado por Digital Foundry de Eurogamer, se descubrió que aunque Fallout 4 normalmente se ejecutaba a 30 fotogramas por segundo (fps), cuando el jugador estaba al aire libre y en los biomas brumosos de Far Harbor, la velocidad de fotogramas podía caer a 15 fps, y podría caer aún más bajo durante eventos orientados a la acción, como tiroteos. En el mismo análisis, se descubrió que la versión de Xbox One funcionaba a 20-30 fps, pero experimentó varios problemas, como tartamudeos y bloqueos de software. La actualización redujo el nivel de niebla y logró que el juego fuera más estable.

## Recepción
Fallout 4: Far Harbor fue lanzado con críticas «generalmente favorables», según el agregador de reseñas Metacritic. Las nuevas misiones recibieron elogios de los revisores, aunque las secciones de rompecabezas fueron criticadas. En particular, Dan Stapleton (IGN) expresó su admiración por las nuevas misiones, pero dijo que las salas de rompecabezas eran «tan difíciles de fallar que no estoy seguro de por qué Bethesda se molestó». También mencionó que la expansión Far Harbor contenía algunos de los contenidos de búsqueda más potentes de Fallout 4. Peter Brown (GameSpot) elogió la adición de «horas de misiones secundarias impulsadas por personajes curiosos», y el personal de Game Central estuvo de acuerdo. Matt Wittaker (Hardcore Gamer) apreció las misiones: elogió la línea de misiones principal por su enfoque en la «ambigüedad moral y las decisiones difíciles», y dijo que eso era lo que buscaban los fans de Fallout . A los revisores de Game Revolution y GameCentral no les gustaron los acertijos, al igual que a Jack de Quidt (Rock, Paper, Shotgun), quien los consideró muy frustrantes a pesar de que sintió que eran «una pequeña parte del lanzamiento». Tanto de Quidt como el crítico de Game Revolution consideraron que el motor era insuficiente para las intrincadas secuencias de rompecabezas. Varios revisores hicieron comparaciones con el videojuego Minecraft al hablar sobre el contenido relacionado con bloques agregado en la expansión.
Los revisores tenían diferentes opiniones sobre la atmósfera y la niebla. Stapleton elogió la mayoría del contenido excepto la niebla, que sintió que se volvió molesta después de un tiempo, pero Matt Wittaker pensó que la niebla no era una gran molestia si el personaje del jugador estaba construido para mitigar la radiación. David Ambrosini (IGN) y Christopher Livingston (PC Gamer) elogiaron la atmósfera; con Livingston diciendo "literalmente puedes saborearlo". Los críticos también estaban divididos sobre la historia, con los escritores de Game Revolution admirando la historia y los nuevos personajes, mientras que Peter Brown los encontró poco interesantes.
A algunos críticos no les gustó la repetitividad de la expansión, y Nic Rowen (Destructoid) estaba decepcionado con la falta de originalidad en el lanzamiento. Chad Sapieha (Post Arcade) dijo que se estaba cansando de las pequeñas tareas repetitivas como administrar el botín y viajar entre asentamientos solo para deshacerse de él; agregó que había terminado con Fallout 4 y su DLC y estaba preparado para pasar a una nueva entrega. David Soriano ( IGN ) elogió el gran tamaño del mapa, pero sintió que estaba un poco desperdiciado. Alice Bell (VideoGamer.com) y los revisores de GameCentral elogiaron la relación calidad-precio: Bell dijo que Far Harbor fue el mejor de los primeros tres paquetes de expansión para obtener «el máximo rendimiento de su inversión», incluso teniendo en cuenta las fallas de diseño.

## Similitudes con Autumn Leaves
En julio de 2016 el usuario de Mod DB Guillaume Veer, usando el alias en línea de BaronVonChateau, acusó a Bethesda de copiar uno de sus mods de Fallout: New Vegas, llamado Autumn Leaves. Comparó la trama de Autumn Leaves y una de las misiones Far Harbor llamada Brain Dead, Veer describió que ambas tenían «un elenco colorido de robots excéntricos, a cargo de una Refugio olvidado donde ocurrió un extraño asesinato». Pete Hines, vicepresidente del equipo de marketing de Bethesda, declaró que cualquier similitud era pura coincidencia.
Otras similitudes fueron discutidas en un artículo de Mat Paget de GameSpot, como el hecho de que tanto Far Harbor como Autumn Leaves cuentan con la capacidad de usar la voz del personaje para determinar si es un robot. Veer notó que no estaba molesto con las similitudes y dijo que también se inspira en otros juegos: «Creo seriamente que esto está perfectamente bien. Después de todo, las inspiraciones de Autumn Leaves son innumerables... y ser influenciado es una parte natural del proceso de escritura». Veer dijo que sería beneficioso tener los nombres de los modders en los créditos del juego como reconocimiento. También dijo que se sentía cómodo incluso si Bethesda usó deliberadamente contenido de Autumn Leaves, y escribió: «Honestamente, pienso que el personal de Bethesda jugó Autumn Leaves, se divirtió mucho, tomó algunas cosas e hizo su propia cosa para Far Harbor... Y creo seriamente que esto está perfectamente bien».